# Ungdomsoprøret
 Der er for få eller ingen kildehenvisninger i denne artikel, hvilket er et problem. Du kan hjælpe ved at angive troværdige kilder til de påstande, som fremføres i artiklen.

Ungdomsoprøret var en antiautoritær strømning i Vesteuropa og USA, der havde sin storhedstid i perioden fra 1965 til 1975. I folkemunde betegnes denne strømning også sommetider som 68-generationen, 68'erne eller hippietiden. Ungdomsoprøret havde blandt andet rødder i beatnik, eksistentiel filosofi, antiborgerlighed og efterkrigstidens kritiske strømninger i kultur og videnskab. De unge mennesker i vesten gjorde oprør mod gældende normer, både i handlinger og påklædning. Tiden satte store spor i samfundet inden for musikken, især rockmusikken, billedkunsten, litteraturen, filmen og familien.
Fortalere for de unge i denne tid var blandt de intellektuelle Ole Grünbaum, Klaus Rifbjerg og Ebbe Kløvedal Reich; i dansk rockmusik navne som Young Flowers, Steppeulvene, Alrune Rod og Gasolin. Ungdomsoprøret udviklede sig til et marxistisk oprør blandt studenter på universiteterne i Majrevolten 1968 med opstande i Paris og med besættelse af Københavns Universitet.
De unge brugte nye midler i deres kamp mod gamle normer, f.eks. happenings, besættelser af huse og undervisningssteder, desuden kom der fra de unge en reaktion mod Vietnamkrigen, mange blev militærnægtere.

## Baggrund for ungdomsoprøret
Den økonomiske vækst efter 2. verdenskrig medførte en stigende velstand i Vesten. Det medførte bl.a. at flere unge mennesker fik mulighed for at studere på universiteterne, hvilket tidligere kun havde været en mulighed for en mindre del af befolkningen.
Det medførte en forlænget ungdomsperiode for mange. Førhen havde der været et brat skel fra barndom til voksenlivet. Når man blev konfirmeret, og gik ud af skolen, kunne man blive betragtet som voksen. I 1950'erne blev et nyt begreb indført; nemlig teenager, som betegner den periode i livet hvor man hverken er barn eller voksen, men netop ung. Den gruppe var der mange af efter babyboom'et under og efter 2. verdenskrig. Ungdommen i 1960'erne var dermed mangetallig og var økonomisk bedre stillet end tidligere generationer. Med penge og mange i antal kommer magt, og ungdommen fik mere indflydelse end førhen.
Den stigende velstand medførte at folk ikke længere behøvede at bruge al deres energi på at arbejde for at få mad på bordet, tag over hovedet og tøj på kroppen. Der blev tid til at reflektere over livet og det samfund man levede i og den politiske bevidsthed blev større. Mange fik råd til at rejse ud i verden og opleve nye ting og anderledes samfund end det hjemlige.
I mange familier fik man råd til at købe hjælpemidler til husholdningen; køleskabe, køkkenmaskiner og vaskemaskiner. Der skulle også gerne være råd til bil og eget hus.
Det blev nødvendigt at kvinden kom ud på arbejdsmarkedet da behovet for mere arbejdskraft steg i takt med økonomiens vækst.
I mange familier havde man brug for flere penge til at følge med i forbrugerræset. Dette medførte at kvinder i højere grad blev mere selvstændige økonomisk og ikke længere var afhængige af manden. Derfor begyndte mange kvinder at stille spørgsmålstegn ved ægteskabet og kvindens rolle som hustru, mor, partner osv. Kvinderne blev mere bevidste over deres liv og krævede rettigheden til at bestemme over egen krop og at få samme løn for samme arbejde som mændene. Det var dog især fra 1970 at kvindekampen for alvor begyndte at markere sig med rødstrømpebevægelsen, en feministisk gruppe oprindelig dannet i USA.
På universiteterne stammede mange af de nye studerende fra arbejderklassen. Da de kom på universitetet lagde de mærke til de mange stivnede og gammeldags traditioner og omgangsformer som fandtes. Pensum var ofte bestemt af underviserne, og det var kun professorerne og lektorerne som sad i studierådene, de studerende havde intet at skulle have sagt.I USA startede studenteroprøret på University of California i Berkeley, bl.a. på baggrund af kritikken af Vietnamkrigen og af det kapitalistiske samfund. På Sorbonne i Frankrig, et universitet i udkanten af Paris, var baggrunden for oprøret der, at på de tilknyttede kollegier måtte man ikke have besøg af det modsatte køn og at universitetets lokaler var nedslidte. Bag jerntæppet i Østeuropa demonstrerede studenterne for demokrati.
Ungdomsoprøret foregik i tiden under den kolde krig. Med stormagternes våbenkapløb for at opretholde terrorbalancen og trusler om en 3. verdenskrig blev mange unge bevidste om at det var nødvendigt at passe på Jorden og naturen og det medførte en stigende interesse for at dyrke og spise økologisk og leve et liv i pagt med naturen uden at opbruge alle ressourcerne, men genbruge ting og ikke overforbruge som de mente forældregenerationen gjorde. Desuden var mange imod krig, da man mente at det var uretfærdigt. Vietnamkrigen gjorde USA meget upopulær, både inden for egne grænser og i Europa.

## Forskellige grupper
Under ungdomsoprøret fandtes forskellige grupperinger som studenterne, hippierne, provoerne, feministerne, og kollektivister. Disse grupperinger var ikke nødvendigvis adskilte, der kunne sagtens bo folk fra alle grupperinger i samme kollektiv. Betegnelserne hænger sammen med de handlinger og den opførsel de unge lagde for dagen.

### Studenterne
Et andet begreb som bruges om samme periode som ungdomsoprøret er studenteroprøret. Det hænger naturligvis sammen med at studenter, som en særlig samfundsgruppe, gjorde oprør, bl.a. mod professorvældet på universiteter over hele den vestlige verden, eksempelvis i Paris maj 1968.
Den studerende ungdom var især inspireret af marxismen, hvis ideer var meget fremme i perioden.
Især fremstår året 1968 som centralt for studenteroprøret, i så høj grad at en hel generation i Danmark; 68'erne, er opkaldt efter dette. Det var netop året hvor psykologistuderende i København besatte deres fakultet og hvor psykologistuderende Finn Ejnar Madsen erobrede talerstolen fra rektor Mogens Fog ved universitetets årsfest, hvor kun de kongelige og eliten var inviteret.
USA var stedet hvor studenteroprøret startede. De unge gjorde oprør mod Vietnamkrigen, mange unge blev indkaldt til tjeneste og man brændte derfor indkaldseskort ved massedemonstrationer. Desuden gjorde man oprør mod racismen eftersom det især i Syden var svært for sorte amerikanere at komme på universitetet. 1968 var året hvor fortaleren for sortes rettigheder og sameksistens;Martin Luther King blev myrdet.

### Hippierne
Hippierne var ikke en egentlig samlet gruppe, men nærmere en livsstil hvor man gjorde oprør mod det (små)borgerlige samfund. Det skete blandt andet ved at iklæde sig farverigt tøj, især inspireret eller købt i Østen, og dermed skille sig ud fra den grå masse af jakkesæt og uniform påklædning. Et andet kendetegn var at mænd lod håret vokse, i starten af 1960'erne så det nåede ned omkring ørerne; det såkaldte Beatles-hår og senere så langt at det kunne nå ned til lænden. Det var i protest mod fastlåste og konservative kønsroller som dikterede at kvinder skulle have langt hår og mænd kort. En anden grund til at hippierne havde langt hår, var netop, at de dermed markerede, at de var i opposition til den karseklippede, autoritetstro soldat.
Mange hippier benyttede sig af euforiserende stoffer og lyttede til syrerock for at udvide deres bevidsthed.

### Provoerne
Inspirationen til provoerne kom fra Holland. Det startede 10. marts 1966 ved den hollandske tronfølgers bryllup, fjernsynstransmissionen blev forstyrret med røgbomber og demonstrationer. Provoer er anarkistiske – dette udartedes f.eks. i forslaget om hvide cykler til fri afbenyttelse (i dag har vi bycykler) som en del af kampen mod bilismen.
Og så var der  Balladen om Provoknud  – en sang af Gasolin'!

### Feministerne
Feministerne og rødstrømperne er nok ikke helt det samme, men de kæmper begge grupper for samme sag, nemlig ligeret for kønnene. Gennem kampagner og demonstrationer gør kvinderne opmærksom på uretfærdighederne i samfund, primært var det ligeløn og lige rettigheder med mændene. Ord som basisgrupper og ølejr, så dagens lys, her udveksles erfaringer.

### Kollektivisterne
En del unge mennesker valgte nye former for bolig og fællesskab. De flyttede sammen i kollektiver, typisk i et ældre hus eller patriciervilla. Det mest kendte af disse kollektiver var Maos Lyst.

## Det kulturelle landskab
Det kulturelle landskab gennemgik markante forandringer, især inden for musikken.
Musikken fik i tiden omkring ungdomsoprøret ofte et politisk tilsnit. Der kom protestsangere som Per Dich, Cæsar og John Mogensen, som sang om Sådan er kapitalismen, Storkespringvandet og Dybbøl Mølle, og Røde Mor lavede sange og teater, der især var protester mod Vietnamkrigen. Det blev alt sammen stort set kategoriseret under protestsange.
I det store udland skete der meget, især inden for rockmusikken. Danmark var meget influeret af strømningerne fra udlandet, især fra USA og England. Påvirkningen kom fra både enkeltpersoner og fra grupper, deriblandt Bob Dylan, The Doors, Grateful Dead, Cream, The Beatles og Jimi Hendrix. I Danmark kunne det ses og høres hos grupper som Steppeulvene, Alrune Rod, Burnin Red Ivanhoe, Young Flowers, Skousen & Ingemann og Røde Mor. Det gjaldt stort set om at bryde så mange regler som muligt, improvisationer blev en stor del af musikken, alt kunne lade sig gøre. Man kunne spille elektrisk guitar med violinbue, som Jimmy Page i Led Zeppelin gjorde den 19. maj 1969 i en udsendelse i det danske monopolfjernsyn, hvor gruppen spillede Communication Breakdown, Dazed And Confused, Babe I’m Gonna Leave You og How Many More Times. Eller man kunne som Jimi Hendrix spille med guitaren på ryggen eller med tænderne.
Røde Mor delte instrumenter ud ved koncerter for at involvere publikum. Steppeulvene lavede i sommeren 1967 gratis koncerter i Kongens Have, såkaldte Loveins. Disse Loveins var starten på hippie-bevægelse i Danmark, selvom hippierne i San Francisco symbolsk havde begravet hippie-bevægelsen i februar 1967.
Teaterforestillingerne foregik nu også i det offentlige rum. Eksempler herpå er Solvognens forestillinger med julemandshæren og happeningen til Rebildfesten i Rebild Bakker.
Oprøret mod finkulturen førte også til, at undervisningen i litteratur på universitet kom til at omfatte triviallitteratur som tegneserier.

## Markante dage i ungdomsoprøret
1960
- 21. oktober: Første anti-atom march fra Holbæk til København.

1967
- 20. januar: Provoer smides ud af sporvogn i København.
- 11. marts: 11 provoer anholdes efter affyring af røgbombe på Amalienborg Slotsplads.
- 1. maj: Overborgmester Urban Hansens tale i Fælledparken forstyres af provoer med sang, dans og happening.
- 22. juli: Første Love-in i Danmark, hippie-happening med akustisk musik fra Steppeulvene.
- 20. december: Første storfamilie i Danmark, kollektiv i villa på Svanemøllevej, Hellerup.

1968
- 19. april: 100 psykologistuderende besætter dele af Københavns Universitet. Får kort efter indrømmelser og rømmer de besatte områder.
- 3. maj: Sorbonne Universitetet i Paris lukkes efter studenteruroligheder ved Majrevolten 1968.
- 14. maj: Studenter udråber Sorbonne Universitet til folkerepublik. Gadekampe i gaderne i Paris.
- 21. november: Stud. psych. Finn Ejnar Madsen erobrer talerstolen fra rektor på Københavns Universitetet ved årsfesten.

1969
- 16. februar: 30 demonstranter besætter Statens Filmskole som protest mod storkapitalens omklamring af film og skole.
- 27. februar: Politifolk stormer Sofiegården på Christianshavn og fjerner slumstormere med magt.
- 2. marts: Studenter fra Kunstakademiet besætter Kulturministeriet, men går dog frivilligt.
- 29. maj: Kunstneren Lene Adler Petersen chokerede Børsen ved at optræde nøgen ved en happening i sammenarbejde med Bjørn Nørgaard.[3]
- 15. august til 18. august: Musikfestivalen Woodstock Festival afholdes i Bethel nord for New York med 400.000 deltagere.
- 22. oktober – Forsvarets Efterretningstjenestes aflytningscentral i en kælder under Københavns Universitet i Kejsergade afsløres.

1970
- 9. marts: Studenter besætter universiteterne i København og Århus i protest mod undervisningsminister Helge Larsen, kaldet "Onde Helge", og styrelsesloven.
- 10. maj: Rødstrømper, med Ulla Dahlerup i forgrunden, nægter at betale mere end 80 % af busbilletten i en HT-bus.
- 4. juli: Det Ny Samfund åbner Thy-lejren i Frøstrup.
- 6. juli: Klaus Rifbjerg, Ebbe Kløvedal Reich, Niels Skousen, Charlotte Strandgaard, Jesper Jensen og flere ryger hash på Kulturministeriets trappe.
- 4. september: De første spæde beboelser på Bådsmandsstrædes Kaserne, senere Christiania.
- 20. september: Store demonstrationer i forbindelse med Verdensbankens årsmøde i København.

1971
- 28. august: Roskilde Festival afholdes under navnet "Sound Festival" i 2 dage.
- 26. september: Christiania besættes. Jacob Ludvigsen erklærer fristaden for åben.
- 10. december: Provoen Ole Grünbaum anholdes for for unddragelse af militærtjeneste.

1972
- 24. maj: 100 betjente stormer Stærekassen (nu nedrevet, lå hvor børnehaven ved Filmhuset ligger)[4], på Christianshavn. 25 slumstormere anholdes blandt dem Kim Larsen.
- 7. september: 30 unge opfører eget seminarium i Tvind.

1973
- 24. maj Loven om fri abort vedtages.
- 14. juni: Christiania er til møde hos kulturministeren, og får lov at forsætte 3 år endnu.

## Resultater af ungdomsoprøret
Besættelsen af Bådsmandsstrædes Kaserne på Christianshavn blev til fristaden Christiania. Der opstod nye kvinde- og miljøbevægelser, og universiteterne fik nye styreformer, med inddragelse at studerende og teknisk personale.
Ungdomsoprøret blev et kulturelt vendepunkt, hvor der blev introduceret nye eller glemte idéer som meditation, vegetarisme, folkemedicin, økologi, fri sex og en ny politisk virkelighed så dagens lys. Ungdomsoprøret nedbrød den gamle autoritet og skabte samtidig mere personlig frihed.

## Ungdomsoprørets forgængere og arvetagere
Enhver der tror, at dette her kun handler om stoffer, stikker hovedet i busken. Det er en social bevægelse, dybest set romantisk, en bevægelse af den slags, der opstår i tider med alvorlige sociale kriser. Temaerne er altid de samme. En tilbagevenden til uskylden. Påkaldelsen af tidligere tiders myndighed og kontrol. Blodets mysterier. En trang til det grænseoverskridende, til renselse. Og her har man også forklaringen på, hvorfor romantiske bevægelser historisk set ender med problemer og udarter til autoritære regimer. Når en leder pludselig tager styringen. Hvor længe tror du, det vil vare?
Todd Gitlin og David Fowler er blandt de historikere, der har beskæftiget sig med den historiske baggrund for ungdomsoprøret. Vejen til ungdomsoprøret i 1960'erne blev blandt andet banet af vestlige unge, der i 1940'erne og 1950'erne begyndte at gå anderledes klædt, have andre meninger og høre anden musik end deres forældre. Særligt vigtig var modkulturbevægelsen i 1960'erne, der afviste almindelige værdier og omfavnede alternative livsstile. Den fremmede ideer om fred, kærlighed, individuel frihed og eksperimentering med stoffer.
Nogle personer, der havde været involveret i ikke-voldelige protester i 1960'erne, blev desillusionerede over den opfattede mangel på fremskridt eller forandring og vendte sig til mere ekstrem aktivisme i 1970'erne. Dette omfattede venstreradikale grupper som Blekingegadebanden, der engagerede sig i røverier eller andre aktioner.
Slumstormerne var en modkulturel og anti-establishmentbevægelse, der opstod i 1960’erne og 1970’erne. Denne bevægelse besatte huse og afspejlede dissedens og aktivisme blandt unge mennesker, der udfordrede status quo, stillede spørgsmålstegn ved autoriteter og gik ind for social forandring.
BZ-bevægelsen var en modkulturel og anarkistisk ungdomsbevægelse, der opstod i Danmark i slutningen af 1970'erne og begyndelsen af 1980'erne. Ud over husbesættelser var BZ-bevægelsen involveret i forskellige former for social og miljømæssig aktivisme. De protesterede mod spørgsmål som atomkraft, hjemløshed og politibrutalitet. De organiserede ofte demonstrationer og andre former for protester for at øge bevidstheden om disse spørgsmål. BZ-bevægelsen var tæt forbundet med punk-subkulturen i Danmark. Mange BZ-aktivister var involveret i bands og andre alternative kulturelle aktiviteter.
Punkbevægelsen, som opstod i midten af 1970'erne, var et betydeligt ungdomsoprør og en modkulturel bevægelse, der var karakteriseret ved sin afvisning af almindelige samfundsnormer og værdier. Punkere var kendt for deres stærke anti-establishment holdning. De afviste, hvad de så som konformitet og forbrugerisme i det almindelige samfund, og udtrykte ofte deres utilfredshed gennem musik, mode og livsstilsvalg.
Ideen om et ungdomsoprør levede helt indtil 1990’erne videre blandt nye generationer af unge, der blandt andet stod for Ungdomshusbevægelsen, Heavy metal og grunge.. Grungebevægelsen i slutningen af 1980'erne og begyndelsen af 1990'erne var et betydeligt ungdomsoprør og en modkulturel bevægelse. Grunge var forankret i et stærkt anti-kommercielt og anti-mainstream-etos. Den afviste det polerede og glamourøse billede af datidens mainstream-rock- og popmusik til fordel for en mere rå, autentisk og gør-det-selv-tilgang til musik og mode
Forskellige grupper som studenternetværket Reboot68 og Genstart Danmark spurgte i 50-året for 1968, om der var brug for et nyt ungdomsoprør.
I 2019 begyndte medierne at tale om et nyt grønt ungdomsoprør, der var fokuseret på klima og miljø. En af de fremtrædende figurer var den svenske klimaaktivist Greta Thunberg, der blev et kendt ansigt i medierne. Der findes i 2020’erne flere klimabevægelser, som kræver mere aggressive politikker for at bekæmpe klimaændringer og skabe miljømæssig bæredygtighed. En af de mest kendte klimaoprørske bevægelser er Extinction Rebellion, som er en global miljøbevægelse, der bruger ikke-voldelig direkte handling og civil ulydighed til at kræve regeringshandling mod klimakrisen. De har organiseret protester, vejblokader og andre forstyrrende handlinger for at øge bevidstheden om klimaændringer og få politikerne til at reducere kulstofemissioner.